# Vojkovce
Vojkovce es un municipio del distrito de Spišská Nová Ves en la región de Košice, Eslovaquia, con una población estimada a final del año 2024 de 407 habitantes.
Se encuentra ubicado al noroeste de la región, en la sierra del Alto Tatra y la cuenca hidrográfica del río Hernád, y cerca de la frontera con la región de Prešov.

## Demografía
| Año        | 1994 | 2004    | 2014    | 2024    |
| ---------- | ---- | ------- | ------- | ------- |
| Población  | 446  | 445     | 425     | 407     |
| Diferencia |      | −0,22 % | −4,49 % | −4,23 % |

| Año        | 2023 | 2024 |
| ---------- | ---- | ---- |
| Población  | 407  | 407  |
| Diferencia |      | +0 % |